# Engyprosopon arenicola
Engyprosopon arenicola és un peix teleosti de la família dels bòtids i de l'ordre dels pleuronectiformes.

## Hàbitat
És una espècie bentònica d'aigües poc fondes.

## Distribució geogràfica
Es troba a les costes de Hawaii i a les de l'Illa de Pasqua.